# Pariaman
Pariaman är en stad på västra Sumatra i Indonesien. Den ligger i provinsen Sumatera Barat och har cirka 90 000 invånare.